# Cinematique Series: Violent Violins
Cinematique Series: Violent Violins è il settimo album in studio del cantautore statunitense Serj Tankian, pubblicato il 6 agosto 2021 dalla Serjical Strike Records.

## Descrizione
Distribuito parallelamente a Cinematique Series: Illuminate, il disco è interamente strumentale e presenta brani caratterizzati da arrangiamenti più contemporanei ed elettronici.
Al fine di promuovere la pubblicazione, tra fine luglio e inizio agosto 2021 Tankian ha reso disponibile per l'ascolto attraverso il suo canale YouTube gran parte dei brani del disco, tra cui Rasputin e Cyber Criminal (27 luglio), Love at the Border (29 luglio) e Grieving Banner (2 agosto).

## Tracce
1. Rasputin – 2:02
2. Waiting for the Submarine – 3:09
3. Cyber Criminal – 2:13
4. Love at the Border – 1:57
5. Grieving Banner – 2:21
6. Spitfire Bombs – 2:49
7. Prelude to a Diss – 2:50
8. Minor Jazz – 2:28
9. Discovery of Self – 5:02
10. Pretty Cinematique of You – 3:04
11. Cinema Piano – 3:24
12. Play Her Piano – 3:43
13. Stringolopous Choir – 3:48